# Speed (cinessérie)

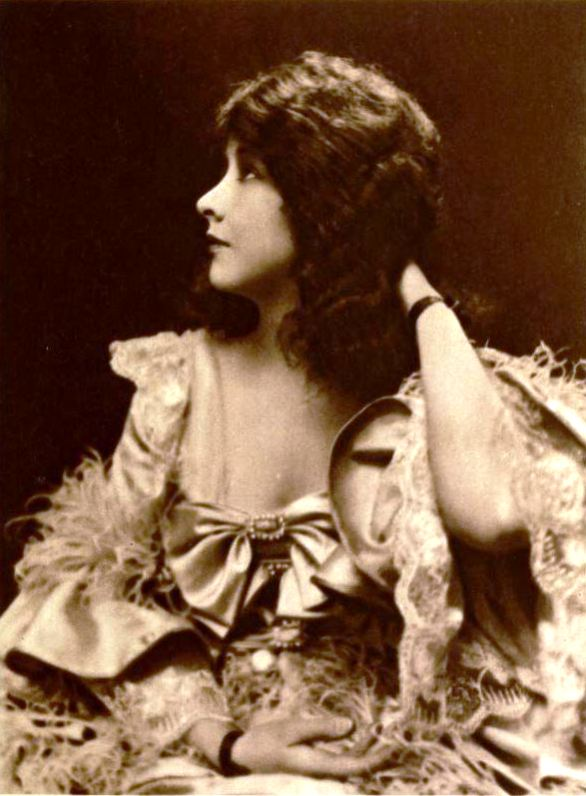
Lucy Fox, atriz do seriado.

Speed é um seriado estadunidense de 1922, gênero ação, dirigido por George B. Seitz, em 15 capítulos, estrelado por Charles Hutchison e Lucy Fox. Produzido pela George B. Seitz Productions e distribuído pela Pathé Exchange veiculou nos cinemas estadunidenses entre 22 de outubro de 1922 a 28 de janeiro de 1923.

## Sinopse
Speed Stansbury é herdeiro de uma grande fortuna, porém um mestre do crime contrata alguém para enquadrá-lo por assassinato e roubo de banco. Speed persegue o homem que pode provar sua inocência à América do Sul, e é seguido por Lucy, a mulher que ele ama.

## Elenco
- Charles Hutchison - Speed Stansbury
- Lucy Fox - Lucy Durant
- John Webb Dillon - Edwin Stansbury
- Harry Semels - Jim Sprague
- Cecile Bonnel - Vera Harper
- Winifred Verina - Mrs. Sprague
- Joe Cuny - Hagerty
- Tom Goodwin - J.J. Stansbury
- Charles 'Patch' Revada - Pious Pedro
- R. Henry Grey

## Capítulos
1. The Getaway
2. Nerve
3. Pious Pedro
4. The Quagmire
5. Fighting Mad
6. Panic
7. Jaws of Danger
8. Caught
9. Hit or Miss
10. Buried Alive
11. Into the Crusher
12. Trimmed
13. Risky Business
14. The Peril Rider
15. Found Guilty